# Brama Mostowa w Warszawie

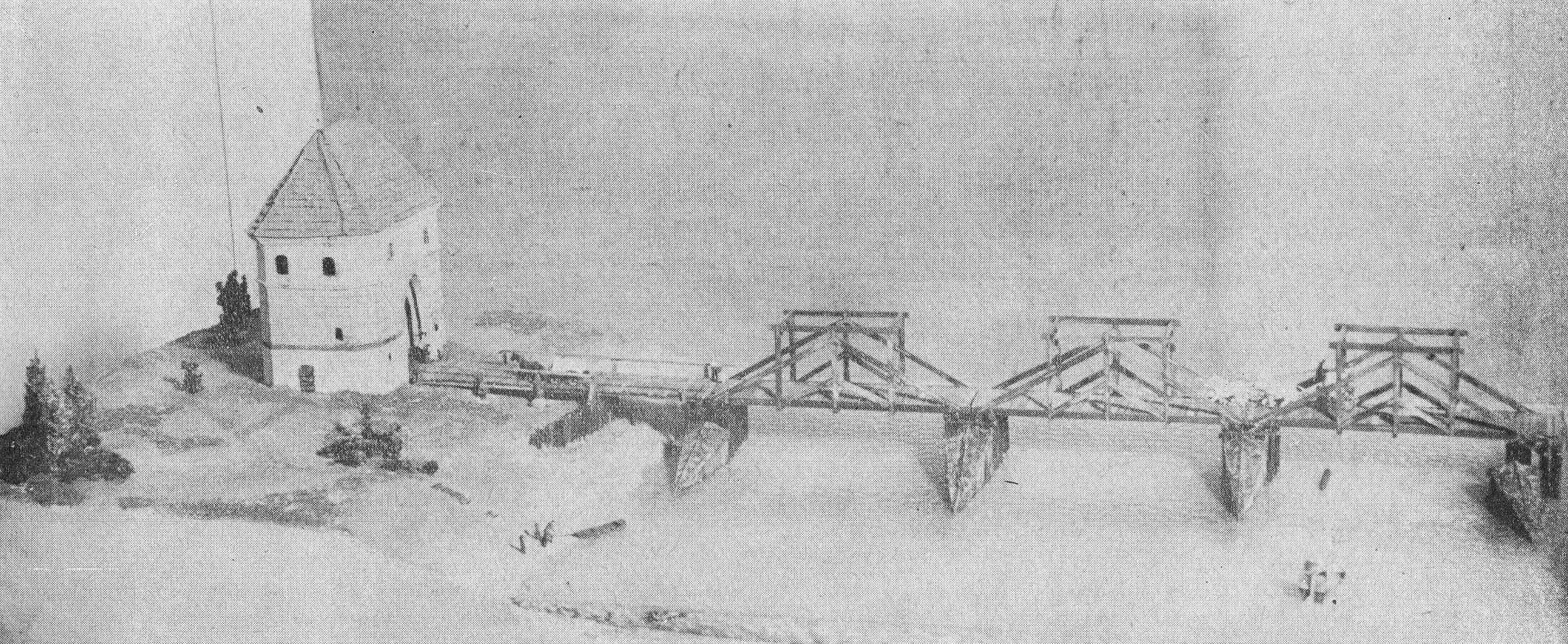
Model bramy Mostowej i trzech pierwszych przęseł mostu Zygmunta Augusta eksponowany w latach 60 w Muzeum Historycznym m.st. Warszawy (obecnie Muzeum Warszawy)

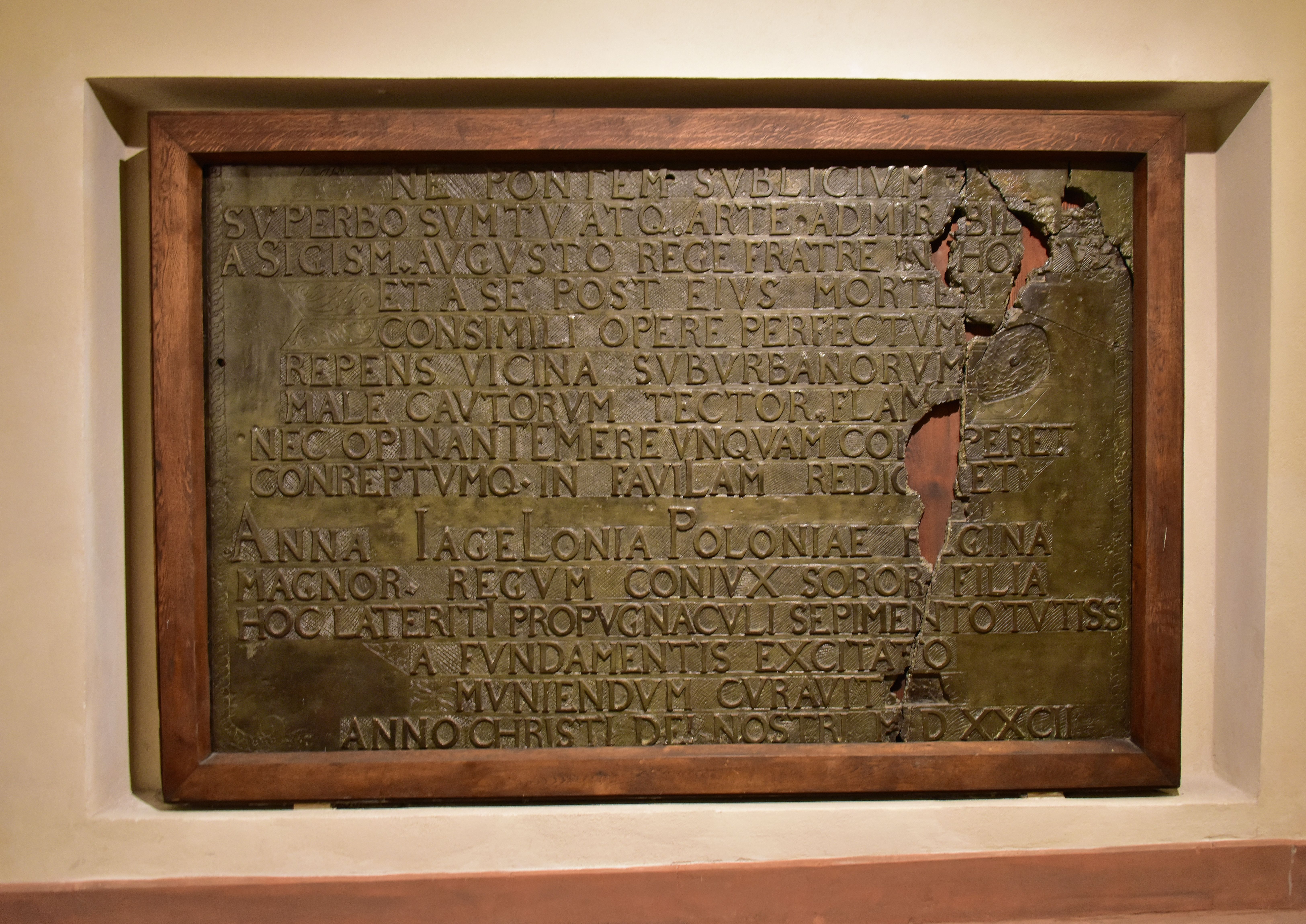
Tablica pamiątkowa z 1582 pochodząca z bramy Mostowej eksponowana w Muzeum Warszawy

Brama Mostowa, także baszta Mostowa – budynek dawnej strażniczej wieży bramnej, znajdujący się na przyczółku nieistniejącego mostu Zygmunta Augusta na rogu ulic Boleść i Rybaki w Warszawie.
Pełnił kolejno funkcje prochowni, więzienia i kamienicy czynszowej. Był kilkakrotnie przebudowywany i rozbudowywany, m.in. w latach 1769–1770 do wieży dobudowano od strony zachodniej budynek Domu Kary i Poprawy w stylu klasycystycznym. Obecnie obiekt jest jedną z dwóch siedzib Stołecznego Centrum Edukacji Kulturalnej i nosi nazwę Stara Prochownia SCEK.

## Historia
Późnogotycka wieża bramna została wzniesiona w latach 1581–1582 z fundacji Anny Jagiellonki na przyczółku drewnianego mostu Zygmunta Augusta.
Był to budynek z cegły na planie prostokąta, z ostrołukową bramą przejazdową i strzelnicami. Budowniczym wieży był prawdopodobnie Erazm z Zakroczymia. Stanowiła ochronę drewnianej przeprawy przed pożarem, przez nią odbywał się także wjazd na most. Na budowli została umieszczona pamiątkowa płyta żelazna (tablica) z orłem polskim i z literą „A” z łacińskim napisem, który w przekładzie historyka, Tadeusza Korzona brzmiał:
Aby mostu stałego, zaczętego wspaniałym nakładem i cudną sztuką przez Zygmunta Augusta Króla Brata, a po Jego śmierci przez Nią podobną robotą dokończonego, nie ogarnął kiedyś nagły pożar od źle strzeżonych w sąsiedztwie domostw przedmieszczańskich i ogarnionego nie obrócił niespodziewanie w perzynę, Anna Jagiellonka, Królowa Polski, Wielkich Królów małżonka, siostra, córa, kazała obwarować to przedmurze najbezpieczniejszym ogrodzeniem ceglanym, wyprowadzonym od fundamentów Roku Chrystusa Boga naszego 1582.
Tablica zachowała się i znajduje się w zbiorach Muzeum Warszawy.
W 1603, w związku ze zniszczeniem mostu przez krę, budynek utracił swoją pierwotną funkcję. W 1643 król Władysław IV przeznaczył ją na prochownię. Przebudową zajął się armatni koronny (naczelnik artylerii) Krzysztof Arciszewski. Prace trwały od lipca 1648 do marca 1649 i kosztowały 7000 zł polskich (na podstawie dokumentów złożonych do sejmiku). Budynek otoczono palisadą i murem. Roboty murarskie prowadził Filip Męcina, drzwi, kraty i haki wykuł ślusarz królewski Wawrzyniec Refus, a kamienne obramowanie wyrzeźbił Włoch Hieronim Davin. Wieżę opasywała palisada, mur i rów z wodą. Brama wjazdowa z mostkiem prowadziła od ulicy Mostowej.
W połowie XVIII budynek został przebudowany pod kierunkiem Joachima Daniela Jaucha.
Za panowania króla Stanisława Augusta Poniatowskiego, kiedy naczelnikiem artylerii koronnej został Alojzy Bruehl, wybudowano nową prochownię poza okopami miejskimi, a starą w 1767 oddano na użytek marszałka wielkiego koronnego Stanisława Lubomirskiego. Ten przekształcił budowlę w więzienie dla osób skazanych na kary ciężkich robót i nazwał ją Domem Kary i Poprawy. W latach 1769–1770 do budynku dobudowano od strony zachodniej nowy budynek w stylu klasycystycznym, a od wschodu dwupiętrową przybudówkę sanitariatów (później przekształconych na cele). Nad drzwiami umieszczono marmurową płytę z łacińskim napisem, który w tłumaczeniu na język polski brzmiał:
„Za panowania Stanisława Augusta budowlę starą i szczupłą, upadku bliską, Stanisław Lubomirski, marszałek wielki koronny, gwoli poprawie obyczajów pospólstwa, nakładem rządowym w tej postaci naprawił, rozszerzył i ozdobił w r. P. 1769”. Pomiędzy gzymsami był umieszczony napis: „Na poprawę złych miejsce od sądu wyznaczone”.
W związku z nowym przeznaczeniem budynku ulicy nadano nazwę „Poprawa”, jednak mieszkańcy miasta nazywali ją „Boleść” lub „Bolesna”, gdyż nią rodziny odprowadzały aresztantów do więzienia.
Teren posesji został powiększony o plac, na który więźniowie wywozili z terenu miasta nieczystości, śmiecie, błoto i gruz. Urządzono na nim ogród więzienny. Po 1793 od strony ul. Boleść wzniesiono dwupiętrowy pawilon lazaretu, a od wschodu mur całkowicie zasłaniając wieżę.
Za czasów Królestwa Kongresowego mieścił się tam główny areszt śledczy dla województw warszawskiego i kaliskiego. W 1833 przeniesiono go do Arsenału, a następnie na Pawiak. Budynki zostały sprzedane Józefowi Wilsonowi, który je przebudował. Do 1921 połączone budynki pełniły funkcję kamienicy czynszowej, kilkakrotnie zmieniając właściciela. Zamieszkiwała je uboższa ludność, głównie żydowska. W 1921 zespół stała się własnością Ministerstwa Rolnictwa i po remoncie został przeznaczony na mieszkania dla jego pracowników.
W czasie powstania warszawskiego od 8 do 28 sierpnia 1944 zespół stanowił bastion obrony Starego Miasta od strony Wisły. Budynek został spalony i poważnie uszkodzony.
Brama Mostowa wraz z budynkiem więzienia zostały odbudowane w latach 1961–1965 według projektu Jana Grudzińskiego. Przywrócono pierwotny wygląd budynku m.in. odtworzono gotycki łuk bramny w elewacji wschodniej.  
W 1994 na ścianie Domu Kary i Poprawy odsłonięto tablicę upamiętniającą żołnierzy batalionu „Dzik”, którzy walczyli w tym miejscu w powstaniu warszawskim.
Od 2002 w zespole mieści się instytucja edukacyjna m.st. Warszawy – Stołeczne Centrum Edukacji Kulturalnej im. Komisji Edukacji Narodowej. Obiekt nosi nazwę Starej Prochowni SCEK. W latach 2010–2012 wyremontowano piwnice obiektu włączając go do Szlaku Kulturalnych Piwnic Starego Miasta. W tym samym czasie od strony północnej, w miejscu dawnej fosy, zbudowano amfiteatr.